# Marguerite Jauzelon
Marguerite Jauzelon, née à Ravine Creuse (Saint-André, La Réunion) le  25 juillet 1917 et morte le 9 février 2023 est une institutrice retraitée française, qui fut ambulancière volontaire pendant la Seconde Guerre mondiale.

## Biographie
Née à Ravine Creuse, lieu-dit de la commune de Saint-André, elle est la fille de Raymond Jauzelon, ingénieur dirigeant l'usine de la Société des sucreries coloniales. Elle est la quatrième d'une fratrie de six enfants.
Elle grandit à Saint-André et est scolarisée chez les religieuses de Saint-Joseph de Cluny. En 1930, son père est nommé directeur-adjoint à l'Agence des sucreries coloniales et s'installe avec toute la famille à Saint-Denis. Marguerite Jauzelon poursuit sa scolarité à l'école Joinville puis à l'École normale. Elle devient institutrice pour ne pas déplaire à son père, bien qu'elle rêve d'être aviatrice ou militaire. Elle enseigne à La Chaloupe Saint-Leu, à Sainte-Rose et enfin à Saint-André, lorsque la famille retourne vivre à Ravine Creuse vers 1936, le père étant nommé inspecteur des usines. En avril 1943, celui-ci décède.
En novembre 1943, la jeune femme de 26 ans, patriote, souhaite s'engager pour son pays en guerre. Elle est recrutée avec cinquante-et-une femmes volontaires à La Réunion, pour rejoindre l'Armée française de Libération basée en Afrique du Nord. Le 23 novembre, elles embarquent sur le Gallieni. Seules leurs familles assistent à leur départ, elles sont plutôt vues comme des aventurières. À Madagascar, elles retrouvent des volontaires malgaches. Elles sont au total deux cents à recevoir des formations selon leurs vœux ou presque, car la jeune institutrice est affectée comme secrétaire contre son gré, alors qu'elle souhaite être sur le front comme ambulancière. Déterminée, elle va prouver à son capitaine qu'elle sait conduire, ayant appris à l'insu de ses parents avec le chauffeur de la famille dès l'âge de quatorze ans.
La formation d'ambulancière est difficile : cours de conduite de poids lourds, dépannage, topographie, maniement des armes, marches forcées, mais aussi secourisme, stages en hôpital. En mai 1944, les classes sont terminées. C'est le départ à bord du Méonia, vers Alger, atteinte après cinquante-deux jours de voyage et de longues escales à Diego-Suarez puis Djibouti, et avec aussi les premières alertes du conflit, lorsque le convoi croise un bateau japonais ennemi. Mais le baptême du feu a lieu à l'arrivée à Alger avec un premier bombardement, le 7 juillet 1944. Le 14 juillet 1944, les Volontaires défilent avec fierté devant le Général de Gaulle.
À Oran, Marguerite Jauzelon est affectée au 431e Bataillon médical colonial, dans la 3e Compagnie de ramassage, composée de vingt-quatre ambulancières réunionnaises et malgaches. Elle reçoit son nouveau paquetage, américain, et se voit attribuer une ambulance de marque Dodge, en tant que cheffe de voiture, avec comme coéquipière la Malgache Fochette Duchesne. Elles baptisent le véhicule du nom d'Hirondelle. Le 29 juillet 1944, c'est un nouveau départ à bord du Sidi Brahim, à destination d'Ajaccio.
Le débarquement de Provence a lieu le 15 août 1944 : il s'agit de créer un nouveau front et de détruire l'armée allemande dans le Sud-Est de la France. Le 21 août, la Compagnie de Marguerite Jauzelon débarque à Cavalaire. Puis elle prend la direction de Toulon où ont lieu des combats pour la libération de la ville. La première mission sur le front est d'évacuer les blessés allemands du Fort Sainte-Marguerite.
S'ensuit un long et dangereux périple pour la jeune femme au gré des avancées du front et batailles des Alliés : remontée de la vallée du Rhône, bataille d'Autun, bataille des Vosges, bataille de Colmar. En mai 1945, au moment de la capitulation de l'Allemagne, Marguerite Jauzelon se trouve à Kleininstingen, près de Tübingen, en Allemagne. Les ambulancières ne sont démobilisées qu'en novembre 1945.
En 1946, la jeune femme rentre à La Réunion et reprend son travail d'institutrice à Saint-André, dans l'indifférence générale.
Il faut attendre 2002 pour que son passé héroïque soit reconnu : elle reçoit cette année-là le grade de chevalier de la Légion d'honneur par un résistant réunionnais, Jean Joly,.
Elle témoigne alors volontiers auprès des élèves dans les établissements scolaires, à titre de mémoire et en insistant sur les valeurs de courage, d'humanité et de fraternité.
Alors qu'elle devient centenaire, un nouvel hommage officiel lui est rendu en 2017,.

## Décorations
- Officier de la Légion d'honneur promue le 6 avril 2012[11],[4]
- Officier de l'ordre des Palmes académiques
- Croix du combattant volontaire de la guerre de 1939–1945
- Croix du combattant
- Médaille commémorative française de la guerre 1939–1945

## Hommage
En novembre 2023, le lycée de Bellepierre situé à Saint-Denis est rebaptisé lycée Marguerite-Jauzelon.

## Précisions annexes
- Dans la 3e Compagnie de ramassage du 431e Bataillon médical, figuraient six autres femmes réunionnaises : Louisiane Payet, Gilberte de Fontbrune, Germaine Peraldi, Jacqueline Brossard, Paulette Pignolet de Fresnes, et Nénette Allaire.
- Les douze ambulances portaient les surnoms suivants : Baraka, Rosalita, Bichette, Violetta, Tananarive, Mitraillette, Nounoute, Monise, Jo-Maine, l'Hirondelle, Île de La Réunion, Bout'chou.
- Pour se donner du courage, les ambulancières composèrent des chansons : Le Chant des ambulancières, Passant par Tana, Le Bataillon médical, Le Chant d'indignation des Treize (ambulances), La Salade des ambulancières[7].

## Publication
- Marguerite Jauzelon, Jehanne-Emmanuelle Monnier, De la Réunion à l'Allemagne, 1939-1945 : le périple d'une ambulancière et d'un résistant, Surya, 2009  (ISBN 978-2-9531989-8-0)[3].